# Runit
runit este un init și schemă de gestiune de servicii pentru sisteme de operare asemănătoare cu Unix care inițializează, supraveghează, și termină procese peste tot în sistemul de operare.

## Legături Externe
- runit
- runit pe GitHub

Format:Gestiunea serviciilor în Unix